# Babi (Eyumodjock)
Pour les articles homonymes, voir Babi.
Babi est une localité du Cameroun située dans la Région du Sud-Ouest et le département de la Manyu. Elle est rattachée administrativement à la commune d'Eyumodjock et au canton d'Eyumodjock rural.

## Population
La localité comptait 39 habitants en 1953, puis 65 en 1967, principalement Ejagham.
Lors du recensement de 2005 on y a dénombré 100 personnes.